# Jianchangopterus
Jianchangopterus es un género extinto de pterosaurio ranforrínquido escafognatino del Jurásico Medio del oeste de Liaoning, China. Jianchangopterus es conocido de un esqueleto casi completo que preserva el cráneo. Fue encontrado en la formación Tiaojishan. Fue nombrado y descrito por Lü Junchang y Bo Xue en 2011 y la especie tipo es Jianchangopterus zhaoianus.